# 제27회 미국 작가 조합상
제27회 미국 작가 조합상은 1974년 뛰어난 활동을 보인 영화 작가를 기리기 위해 1975년 4월에 열린 시상식이다. Beverly Hilton Hotel (west coast) Time-Life Building, New York, New York, USA (east coast)에서 개최되었다.

## 수상 및 후보

### 각본상
- 차이나타운 - 로버트 타운 수상
- 브레이징 새들스 - 멜 브룩스 수상

### 각색상
- 더디 크레이비츠의 수습 기간 - 모데카이 리클러 수상
- 대부 2 - 프란시스 포드 코폴라 수상

### 월계수상
- 프레스턴 스터지스 수상

### 발렌타인 데이비스 상
- 페이 케닌 수상

### 모건 콕스 상
- 에드먼드 H. 노스 수상

### 에드몬드 J. 노스 상
- 제임스 R. 웹 수상